# Kyros II.

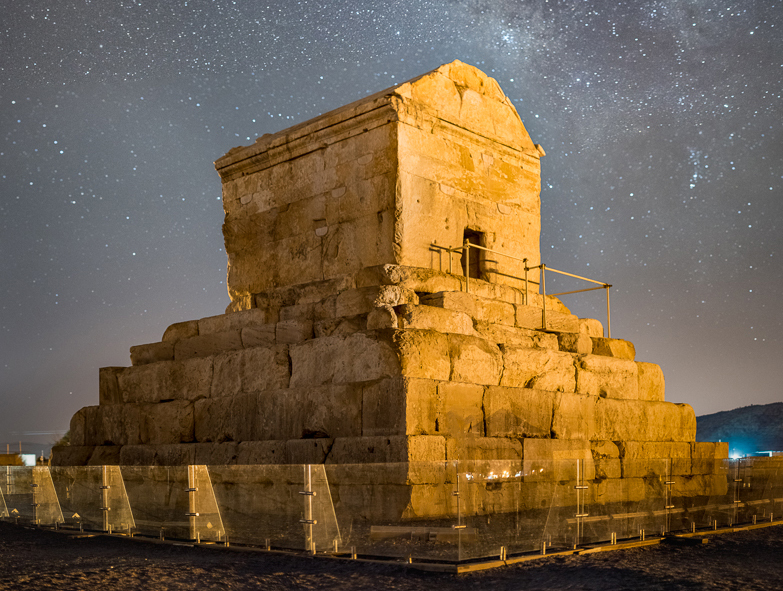
Das Grabmal des Kyros II. in Pasargadae, in der Nähe der heutigen Stadt Schiras

Kyros II. (altpersisch Kūruš, neupersisch کوروش بزرگ Kurosch-e bozorg, ‚Kurosch der Große‘, babylonisch Kuraš, elamisch Kuraš, aramäisch Kureš, hebräisch כורש Koreš, altgriechisch Κῦρος Kŷros, lateinisch Cyrus; * um 590 bis 580 v. Chr.; † August 530 v. Chr.), oft auch Kyros der Große genannt, Sohn des Kambyses I., regierte Persien von etwa 559 bis 530 v. Chr. als sechster König der Achämeniden-Dynastie und ernannte seinen ältesten Sohn Kambyses II. zum Nachfolger.
Kyros weitete durch seine Expansionspolitik die Grenzen des ehemals kleinen altpersischen Reichs deutlich aus, das unter seinen Nachfolgern von Indien über Iran, Babylon, Kleinasien bis Ägypten reichte und bis 330 v. Chr. bestand, ehe es von Alexander dem Großen erobert wurde.
Archäologische Kampagnen und inzwischen verbesserte Übertragungen einer Reihe von Keilschrifttexten führten zu neuen Erkenntnissen, die das bisherige Bild des historischen Kyros verfeinern konnten. Schon bald nach seinem Tod wurde der Perserkönig von seinem Volk als idealer König legendenhaft verklärt. Die Griechen übernahmen diese positive Sichtweise. Sie wurde durch seine Darstellung in der Bibel als religiös toleranter Regent verstärkt und beherrscht bis heute seine Beurteilung. Seine Person gilt heute noch als das Vorzeigebild eines Königs und Herrschers.

## Historische Quellen
Die erhaltenen Berichte der antiken Historiker gehen insbesondere über die Herkunft und frühen Jahre des Kyros wegen der schon sehr früh aufgekommenen, widersprüchlichen Legenden weit auseinander. Die höchste Glaubwürdigkeit schreibt man den zeitgenössischen Keilschrifttexten zu, anhand derer Wissenschaftler die Aussagen der griechischen Historiker teilweise überprüfen können.

### Primärquellen
Kyros II. ist der erste Herrscher des Achämenidenreichs, der durch Inschriften und Baudenkmäler als Herrscherpersönlichkeit greifbar ist. Als Primärquellen für Kyros II. gelten archäologische Zeugnisse und drei Inschriften, die von Kyros II. selbst verfasst oder in seinem Auftrag angefertigt wurden. Die Inschriften sind in neu-babylonischer Keilschrift verfasst. Der Kyros-Zylinder wurde in Babylon gefunden, eine Inschrift stammt von Uruk (Kyros A) und die dritte von Ur (Kyros B). Ob die drei Inschriften aus Pasargadae, CMa, CMb, CMc und drei weitere Fragmente (Zendan-Inschrift und CM-Fragmente) Kyros II. zugewiesen werden können, konnte noch nicht eindeutig beantwortet werden. Bedeutend ist ferner die sogenannte Nabonid-Chronik, benannt nach dem von Kyros besiegten Nabonid, die in ihrem lesbaren Teil über die letzten Jahre des selbstständigen Babylonien und seine Eroberung durch Kyros berichtet.

### Antike Historiker
Von den antiken griechischen Autoren ist Herodot rund einhundert Jahre nach Kyros der Historiker, der die früheste Darstellung überliefert, die auch vollständig erhalten ist. Deshalb ist er die griechische Hauptquelle über das Leben des Kyros. Schon er kannte verschiedene Legenden über den Perserkönig, so zum Beispiel sowohl über seine Jugendjahre als auch seine Todesumstände. Deshalb wählte er unter den ihm vorliegenden Fassungen die ihm „am wahrscheinlichsten“ erscheinende Variante aus.
Die schon bei Herodot teilweise übernommenen ausschmückenden Elemente entwickelten sich bei späteren Geschichtsschreibern noch ausgeprägter. Dies gilt insbesondere für das politisch motivierte Werk Erziehung des Kyros von Xenophon. Aber auch die umfangreichen Darstellungen des Historikers Ktesias von Knidos über die Geschichte der Perser in seinen Persika, die in den Bänden 7–11 über Kyros berichtet, jedoch heute nur noch in Fragmentform in Auszügen des byzantinischen Patriarchen Photios vorliegt, werden von der Forschung als zweifelhaft und schwer überprüfbar angesehen.
Ein ausführliches Exzerpt des Nikolaos von Damaskus hat die Jugend und den frühen Aufstieg des Perserkönigs zum Inhalt. Der Althistoriker Richard Laqueur widersprach in einer textkritischen Analyse der allgemein verbreiteten, unter anderem von Felix Jacoby vertretenen Ansicht, dass dieser von Nikolaos von Damaskus überlieferte Bericht ein reines Exzerpt aus Ktesias sei. Vielmehr nimmt Laqueur an, dass Nikolaos zwei Quellen ineinanderarbeitete: Die Hauptquelle sei ein lydischer Autor, vielleicht Xanthos gewesen, der Kyros gegenüber eine ähnlich positive Auffassung wie Herodot vertreten und ihn als edlen Helden gefeiert habe. Ganz anders sei die Anschauung der von Nikolaos verwendeten Nebenquelle gewesen, die Laqueur mit Ktesias identifiziert: Der so lange am Perserhof lebende griechische Historiker habe den Gründer des Perserreiches als Person niedriger Abstammung charakterisiert, die völlig unselbstständig gehandelt habe und nur durch die Hilfe anderer geleitet und schließlich auf den Thron gehoben worden sei. Nach dieser Analyse gab Ktesias ein äußerst negatives Porträt von Kyros und alle Berührungspunkte der Darstellung des Herodot mit Nikolaos beruhten auf dessen lydischer Quelle. Es ist möglich, dass die Erzählung des Herodot lydischen Ursprungs ist, nur hat er diese Quelle nicht so rein erhalten wie Xanthos.
Der babylonische Historiker Berossos ist zu den Quellen zu zählen, die mehrheitlich zuverlässige Darstellungen enthalten, zum Beispiel auch in dem kurzen erhaltenen Exzerpt, das über die Eroberung Babylons berichtet. Über das Grab des Kyros berichten außerdem Fragmente der Alexanderhistoriker.
Schließlich spielt Kyros „als Befreier“ des jüdischen Volks aus dem Babylonischen Exil eine prominente Rolle in der Bibel und wird dementsprechend dargestellt.

## Name
Die Herkunft und Deutung des Namens ist nach wie vor umstritten. Wouter F. M. Henkelman postuliert eine elamische Herkunft und übersetzt ihn mit „verliehene Sorgfalt“, „beschützt“ oder auch „Vermittler des Glücks“. Sprachwissenschaftler wie beispielsweise Karl Hoffmann und Rüdiger Schmitt übersetzen den Namen mit „Gnädiger Herrscher über die Feinde/Herrscher mit dem gnädigen Urteil über die Feinde“. Eine Ableitung aus der vedischen Sprache unter Verwendung von „Ku, ru-“ auf „junger Mann oder Kind“ wird ebenfalls erwogen.
Die antiken Historiker Ktesias von Knidos und Plutarch übersetzten den Namen Kyros mit „Sonne“ (Kur-u). Zusätzlich erfolgte der Versuch, eine Erweiterung auf „wie die Sonne“ vorzunehmen, da ein Bezug zur indoeuropäischen Wortwurzel „khor“ und dem Suffix „-vash“ hergestellt wurde. Diese Übersetzung wird aber zwischenzeitlich von der modernen Forschung abgelehnt.

## Herkunft
Herodots Angaben zur Abstammungslinie des Kyros werden durch die inschriftlichen Ausführungen des Kyros-Zylinders väterlicherseits bestätigt. Demnach war der Perserkönig ein Sohn des Kambyses I. und Enkel des Kyros I. Die Mutter von Kyros war laut Herodot Mandane, die Tochter des Astyages, unter dessen Oberherrschaft Kyros’ Vater Kambyses I. als „König von Anschan“ (wie sich und seine Vorfahren in den 30er Jahren des 6. Jahrhunderts v. Chr. Kyros der Große nannte). Astyages war zu diesem Zeitpunkt als maßgeblicher Heerführer mit dem medischen Herrschertitel versehen. Ktesias bestritt die Ausführungen Herodots und nannte eine andere Genealogie der Eltern des Perserkönigs, der demnach kein Königssohn, sondern der Sohn eines Räubers und einer Ziegenhirtin gewesen sei. Herodots Bericht erzählt, dass Astyages, durch einen Traum gewarnt, eine Gefahr im kleinen Kyros erkannte und ihn deshalb töten lassen wollte, der Säugling jedoch stattdessen ohne Wissen des Herrschers von einem im fernen Gebirge wohnenden Hirten, dessen Frau ein totes Kind gebar, das heimlich gegen Kyros ausgetauscht worden sein soll, großgezogen und so errettet wurde. All diese Versionen verbinden volkstümliche Themen mit uralten mesopotamischen Überlieferungen wie zum Beispiel mit derjenigen von Sargon von Akkad. Dabei variieren sie je nach Inspiration der Volkserzähler und politischen Zielen. Ihnen gemeinsam ist die Ansiedelung der Ursprünge von Kyros II. im Kontext der Beziehungen zwischen den mächtigen Medern und ihren persischen Vasallen.
Der Zylinder-Inschrift, der Nabonid-Chronik und einem weiteren Keilschrifttext kann entnommen werden, dass Kyros um 559 v. Chr. als regionales Mitglied der medischen Konföderation seinem Vater Kambyses I. als König von Anschan folgte.
Die Genealogie von Kyros II. und sein verwandtschaftliches Verhältnis zu Dareios I. werden bis heute diskutiert. Sie konzentriert sich auf die drei Inschriften aus Pasargadae, in denen Kyros II. als Achämenide bezeichnet wird. Die zeitliche Festlegung und die Zuweisung an den Auftraggeber der Inschriften spielen dabei die zentrale Rolle. Die Inschrift CMa wurde in der Empfangshalle (Palast S) und am Tor R gefunden, die zum ältesten Teil der Palastanlage von Pasargadae gehören. Bei der Inschrift CMc stehen die von den Griechen erfundenen Stilmerkmale in der dargestellten Kleidung der Königsfigur im Mittelpunkt, deren zeitliche Festlegung eine eindeutige Zuweisung ermöglichen könnten. Bei der dritten Inschrift, CMb, hofft man immer noch, bei zukünftigen Grabungen in Pasargadae Fragmente zu finden, um den Text wieder ganz herstellen zu können. Durch den Fundort im Palast P, der erst nach dem Tod von Kyros II. fertig gestellt wurde, und einem Fragment mit einem Teil des Namens von Dareios I. könnte diese Inschrift noch am ehesten Dareios I. zugewiesen werden. Aber da der Text unsicher ist, ist auch hier der Auftraggeber der Inschrift offen. Ebenso ungewiss ist der Ausgang der wissenschaftlichen Diskussion, ob Kyros II. als Teispide oder als Achämenide bezeichnet werden kann.

## Sturz des Astyages

Das Achämenidenreich zur Zeit des Kyros

Die Auseinandersetzungen zwischen Kyros und Astyages werden in zwei Keilschrifttexten beschrieben. Babylon kannte weder die Bezeichnung Medien noch den Königsnamen Astyages und verwendete, wie auch zum Beispiel im Sippar-Zylinder, die babylonischen Begriffe „König Ištumegu aus Umman-Manda“ („Irgendwo-da-Land“). Der Gott Marduk erzählte Nabonid in einem Traum, dass Ištumegu von dem militärisch viel schwächeren Kyros geschlagen, gefangen und in sein Königreich Anschan verschleppt wurde. Der Text über den Krieg gegen Astyages in der Nabonid-Chronik ist infolge Beschädigung schwer lesbar, doch konnten folgende ergänzenden Nachrichten übersetzt werden: Das medische Heer rebellierte gegen Astyages und lieferte ihn an Kyros aus, der daraufhin in die Mederhauptstadt Agamtanu (Ekbatana) einzog und die Reichtümer der Stadt nach Anschan schaffen ließ. Dazu passt einigermaßen der Bericht des Herodot, dass ein Höfling namens Harpagos, der einst Astyages’ Befehl der Tötung des kleinen Kyros nicht ausgeführt haben und dafür mit der Ermordung seines eigenen Sohnes bestraft worden sein soll, zu Kyros überging, so dass der Mederkönig seine Armee persönlich in die nächste Schlacht führte, aber unterlag und gefangen genommen wurde. Die Darstellung Herodots dürfte richtigerweise bestätigen, dass Kyros einen mächtigen Helfer in Astyages’ Militärstab hatte. Ob dieser aber Harpagos hieß, muss offenbleiben.
Der Sturz des Astyages fand nach Angaben der Nabonid-Chronik 550 v. Chr. in Nabonids sechstem Regierungsjahr statt. In den Inschriften des Sippar-Zylinders wird in Nabonids drittem Regierungsjahr das „Erwachen des Kyros“ geschildert, der mit einem Heer gegen Astyages zog. Der scheinbar zeitliche Widerspruch zeigt, dass der Mederfeldzug des Kyros nachträglich vermerkt und in das dritte Regierungsjahr des Babylonierkönigs verlegt wurde, um eine zeitliche Überschneidung mit dem Tayma-Aufenthalt zu vermeiden, der im sonstigen Bericht des Sippar-Zylinders keine besondere Erwähnung findet.
Den Hintergrund zeigt die Tendenzschrift des Kyrosorakels, das als nachträgliche Prophezeiung (vaticinium ex eventu) erst später erstellt wurde. Nabonid äußerte Besorgnis über die Belagerung Harrans durch die Meder, welche damit einen sofortigen Wiederaufbau des Tempels Ehulhul 555 v. Chr. unmöglich machten. Der Mondgott Sin prophezeite dem Babylonierkönig als Antwort, „dass die Meder, ihr Land und ihre Könige sowie alle Verbündeten bald durch die Hand eines anderen Königs vernichtet werden“. Das Jahr der Verheißung verlegte Nabonid auf 553 v. Chr. in sein drittes Regierungsjahr, um einen rechtzeitigen Baubeginn vorzutäuschen. Die dem Babylonierkönig feindlich gesinnte Marduk-Priesterschaft hatte in ihren Schmähschriften den „Zorn Sins“ als Grund genannt, der zur „göttlichen Ausweisung Nabonids nach Tayma“ führte, mit der Sin das Versagen des Babylonierkönigs hinsichtlich der heiligen Pflichten bestrafen wollte.
Es ergibt sich aus diesen Angaben der wahrscheinliche Ablauf, dass der Sturz des Astyages sich in Teilschritten vollzog und Kyros über mehrere Jahre einzelne Feldzüge gegen die anderen Partner des Astyages führte, die im Jahr 553 v. Chr. in der Region Harran ihren Anfang nahmen. Die endgültige Übernahme der Meder-Konföderation durch die Perser wird deshalb zumeist auf 550 v. Chr. angesetzt.
Der romanhafte Bericht des sich auf Ktesias stützenden Nikolaos von Damaskus erwähnt die keilschriftlich belegten Details, dass Kyros in die feindliche Hauptstadt eindrang und sich ihrer Schätze bemächtigte; ein Punkt, der von Herodot ausgelassen wurde. Nach einem anderen Fragment des Ktesias setzte Kyros den überwundenen Astyages zum Herrscher in Hyrkanien am Kaspischen Meer ein.
Kyros residierte später in mindestens zwei Hauptstädten. Das von den Medern eroberte Ekbatana (entspricht heute ungefähr Hamadan) wurde in den Sommermonaten genutzt. Als neue Metropole folgte die Errichtung von Pasargadae in der Persis; angeblich an der Stelle seines Sieges über Astyages. Nach Fertigstellung hielt er dort im Winter Hof.

## Militärische Expansionen
Persische Revolte

Hybra – Persische Grenze
Invasion von Anatolien

Pteria – Thymbra – Sardes
Invasion von Babylonien

Opis – Babylon

### Medische Fürstentümer
Nach der kampflosen Einnahme von Ekbatana im Jahr 550 v. Chr. begann Kyros ab 549 v. Chr. mit der Unterwerfung der Fürstentümer und Regionen, die früher zur medischen Konföderation gehörten. Diese umfassten wahrscheinlich Parthien und Gebiete südlich des Urmiasees im Zagros-Gebirge.
Auf Grund von Berichten der griechischen Historiker nahm die Forschung früher an, dass Kyros seine militärischen Expansionen als Vasall des Astyages begann. Archäologische Grabungen und neue keilschriftliche Auswertungen der Nachbarländer lassen den Schluss zu, dass die Achämeniden keine Untertanen der Meder waren: „Die Achämeniden standen zu keiner Zeit in einem medischen Abhängigkeitsverhältnis, übernahmen aber von den Medern einen gut funktionierenden Verwaltungs- und Militärapparat“.

### Urartu
Die Verbreitung der Jahreszahl 547 v. Chr. für den Beginn des Lydienkrieges erfolgte unter der Annahme, dass die Lesung von Smith aus dem Jahr 1924 mit „Lu-u-[d-di]“ korrekt sei. Im weiteren Verlauf ergaben sich jedoch Zweifel an dieser Übersetzung. Die Historiker Grayson und Hinz schlossen als erste Silben auch „Su“ und „Zu“ nicht aus und verlegten den Feldzug nach Palmyra. Im Jahr 1977 kam Cargill zu dem Ergebnis, dass eine Lesung als „Lydien“ wenig wahrscheinlich sei und Kyros bis in die Jahre 543/542 v. Chr. mit Feldzügen im medischen Kerngebiet beschäftigt war; Zadok bezweifelte 1985 ebenfalls in diesem Zusammenhang die frühere Lesung von Smith, da die übliche Schreibung von Lydien in „Lu-u-du“ erfolgte.
Neue Untersuchungen in den Jahren 1996 bis 2004 ergaben die Rekonstruktion des beschädigten Fragments: „Ituguana KURU-[raš-tu il-li]k“, wobei der Name „Uraštu“ die keilschriftliche Kurzform von Urartu darstellt.

„Im Monat Nisanu sammelte Kyros, König von Parsu, seine Truppen und überquerte unterhalb von Erbil den Tigris. Im Monat Ajaru marschierte er nach Urartu, tötete den dortigen König und stationierte seine Truppen in einer Festung.“

Genaue Auswertungen der Feldzüge belegen zusätzlich, dass die Euphrat-Route für Unternehmungen in die Regionen von Tabal, nahe Lydien, immer über Karkemiš führten. Die militärische Kampagne im Jahr 547 v. Chr. führte Kyros jedoch über die Urartu-Strecke Arrapḫa, Erbil, Nisibis, Mardin und Tur Abdin. Da Nabonid die Station Erbil erwähnte, kann mit Sicherheit angenommen werden, dass Kyros den üblichen Weg und gleichzeitig das Territorium von Babylon für den Durchzug in Anspruch nahm.
Eine Ansetzung des Lydienfeldzuges für 541 v. Chr. wird durch die Nabonid-Chronik gestützt. Kyros sandte zunächst Boten an die Regenten der kleinasiatischen Griechenstädte vom lydischen König Krösus und forderte diese auf, sich seiner Herrschaft zu unterstellen. Der Anweisung wurde größtenteils nicht Folge geleistet. Der Lyderkönig, der von den Aktivitäten des Perserkönigs unterrichtet wurde, befürchtete nicht zu Unrecht ein Vorrücken von Kyros in sein Land und schloss ein Bündnis mit Ägypten und Babylon, das jedoch nicht vor Nabonids Rückkehr im Jahr 542 v. Chr. erfolgt sein konnte. Nach der anschließenden Befragung des Orakels von Delphi (Das gesprochen haben soll: „Wenn Krösus die Perser angreift, so wird er ein mächtiges Reich zerstören.“ bzw. „Wenn du den Halys überschreitest, wirst du ein großes Reich zerstören“) ordnete Krösus die Mobilmachung seines Heeres an.

### Krieg gegen Lydien

Karte von Lydien zur Zeit des Krösus (sechstes Jahrhundert v. Chr.)

Anschließend überschritt der Lyderkönig die Grenze nach Kappadokien, eroberte die Festung Pteria und erwartete östlich des Halys das persische Heer. Dieses rückte unter Führung des Kyros bald heran. Nachdem ein langer Kampf in der Schlacht bei Pteria keine Entscheidung gebracht hatte, zog sich Krösus nach Sardes zurück. Er entließ seine Truppen in die Winterquartiere, da er offenbar mit keinen weiteren Kampfhandlungen rechnete. In Erwartung der Fortführung von militärischen Auseinandersetzungen im nächsten Frühjahr hoffte Krösus auf militärische Unterstützung von seinen Bündnispartnern Ägypten und Babylon. Ein Hilferuf an Sparta hatte die Anforderung weiterer Truppenverbände zum Inhalt.
Im Bewusstsein dieser Situation ließ Kyros seine Heeresverbände in Eilmärschen nach Lydien ziehen. Der Perserkönig handelte kurzentschlossen, griff die Hauptstadt Sardes an und besiegte die lydische Reiterei vor den Stadttoren. Es folgte eine zweiwöchige Belagerung, die durch erneute Angriffe und die Erstürmung der Hochburg von Sardes wohl 541 v. Chr. mit einem Sieg für Kyros endete.
In den Quellen herrscht Uneinigkeit über das weitere Schicksal des Krösus. Er wurde dem griechischen Chronisten Eusebius von Caesarea zufolge von Kyros II. getötet. Bakchylides überliefert, Krösus wollte sich vor Kyros’ Eintreffen mit seiner Familie auf einem Scheiterhaufen verbrennen lassen, doch habe Zeus das Feuer gelöscht und sie entrückt. Dagegen habe – laut Herodot – Kyros II. den Lyderkönig zunächst auf dem Scheiterhaufen verschmoren lassen wollen, es dann aber bereut, die Flammen löschen lassen und ihn künftig als Berater verwendet. Gelegentlich wurde daraus der Schluss gezogen, dass sich Krösus bei Ankunft der Sieger bereits zur Selbstverbrennung auf den Scheiterhaufen gestellt habe, aber durch Kyros von dieser Tat abgehalten wurde.

### Unterwerfung Kleinasiens
Die Griechenstädte Kleinasiens waren nach der Niederlage des Krösus bereit, sich den Persern unter der Bedingung zu unterwerfen, dass Kyros die Privilegien bestätigen würde, die sie unter der Herrschaft des Lyderkönigs genossen hatten. Kyros hatte jedoch die Absage der Fürsten zu Beginn der Auseinandersetzung mit Krösus, seinen Feldzug militärisch zu unterstützen, nicht vergessen und wies ihre Boten nun mit Verachtung ab. Wohl deshalb verhielten sich die kleinasiatischen Städte bei der folgenden Rebellion 540 v. Chr. loyal gegenüber dem von Kyros als Schatzmeister eingesetzten Lyder Paktyes. Dieser hatte zuvor vom Perserkönig den Auftrag erhalten, das lydische Gold einzusammeln und abzuliefern, leitete aber stattdessen das Gold zur Finanzierung der Aufstände an die griechischen Küstenstädte weiter.
Harpagos war für seine Dienste zum Feldherrn des Kyros befördert worden. Jetzt konnte er zusammen mit Mazares die Rebellion schnell unterdrücken und Paktyes bestrafen. Es erfolgten Rachefeldzüge gegen die griechischen Verbündeten des Aufständischen. Mazares plünderte Priene und versklavte dessen vornehmste Bürger. Anschließend verfuhr er mit Magnesia am Mäander ähnlich. Bald darauf verstarb Mazares. Sein Nachfolger wurde Harpagos, der Smyrna, Phokaia und in der Folge alle festländischen Ionier unterwarf, die ihn von nun an auf seinen weiteren Feldzügen unterstützen mussten.
Die Karer ergaben sich fast kampflos mit Ausnahme von Pedasa. Die Bewohner der lykischen Stadt Xanthos sollen beim Kampf gegen die Truppen des Harpagos bis auf den letzten Mann gefallen sein, nachdem sie zuvor ihre Familien und Schätze verbrannt hatten.
Nur Milet wurde verschont und durfte sich eine gewisse Unabhängigkeit bewahren, weil es Kyros gegen Krösus geholfen und nicht die Rebellion gegen die Perser unterstützt hatte.

### Krieg gegen Babylon
Eine genaue Rekonstruktion der 542 v. Chr. erfolgten Rückkehr Nabonids im 14. Regierungsjahr aus seinem Exil in Tayma kann mangels keilschriftlicher Belege nicht vorgenommen werden. Sichere Kenntnisse bestehen über die Tätigkeiten im Vorfeld von Kyros, der die Spannungen zwischen Nabonid und der Marduk-Priesterschaft dadurch schürte, dass er Hilfszusagen gegenüber den Nabonid-Gegnern machte und sich als Regierungsalternative anbot. Zwischenzeitlich leitete Nabonid Verteidigungsmaßnahmen für Babylon ein, die im März 539 v. Chr. durch Heimholung der Ischtar-Statue aus Uruk intensiviert wurden. Erste Übergriffe von Kyros auf Gebiete von Babylon im Frühjahr 539 v. Chr., die der Perserkönig in der Region Gutium durchführte, veranlassten Nabonid, weitere Götterstatuen als Verstärkung nach Babylon zu überstellen. Der Babylonierkönig handelte dabei nach altem mesopotamischem Glauben, da die Götter ihren Segen demjenigen zuteil kommen lassen, der sich im Besitz ihrer Bilder befindet. Später verkehrte Kyros diese Handlung Nabonids in ihr Gegenteil, indem er behauptete, der Babylonierkönig habe die Bilder gegen den Willen der Götter nach Babylon bringen lassen und sich damit deren Zorn zugezogen.

#### Der Fall Babylons
Kyros zog seinerseits im Spätsommer mit einer Allianz aus Persern, Medern und anderen Volksstämmen auf dem Rückweg über den Rewanduz-Pass, etwa 66 Kilometer nordöstlich von Erbil, durch die Provinz Sagartien, die er kampflos besetzte, nachdem der Perserkönig mit dem Sagartier-Fürsten Ugbaru ein Militärbündnis geschlossen und ihm die Satrapen-Position in Babylon zugesichert hatte. Der Angriffsfeldzug auf Babylon wurde von dort im September über den Diyala-Fluss in das etwa 400 Kilometer entfernte Opis am Tigris gestartet. An dieser am östlichen Ende der sogenannten „Medischen Mauer“ gelegenen Festung entschied sich die Schlacht sehr schnell, und das Babylonische Reich unterlag der persisch-medischen Allianz. Nach dem folgenden Massaker an den babylonischen Gefangenen wurde die letzte strategische Festung Sippar ohne Gegenwehr eingenommen. Kyros versuchte nun, Nabonid zu stellen, der inzwischen geflohen war. Die Nabonid-Chronik berichtet ausführlich über die Geschehnisse:

„Im Monat Taschritu schlug Kyros die Schlacht bei Opis an den Ufern des Tigris. Wegen der Stärke des Heeres von Kyros zogen sich die akkadischen Soldaten zurück … Am 15. Taschritu wurde Sippar eingenommen … Kyros ließ die Kriegsbeute wegschaffen und die Gefangenen töten … Am 16. Taschritu zogen Ugbaru, Statthalter von Gutium und das Heer des Kyros in Babylon ein.“

Nach Ugbarus kampflosem Einzug in die Stadt am 6. Oktober 539 v. Chr. wurde Nabonid laut der Nabonid-Chronik in Babylon gefangen genommen. Kyros, der Ugbaru nach Babylon vorausgeschickt hatte, zog selbst erst 17 Tage später am 23. Oktober in Babylon ein. Nach dem Bericht der Nabonid-Chronik wurden dem Perserkönig Schilfzweige ausgebreitet, als er bei seinem Eintreffen den Frieden für das ganze Land verkündete.
Noch vor dem babylonischen Neujahr, das im Monat Nisanu 538 v. Chr. gefeiert werden sollte, verließ Kyros mit Blick auf den verbleibenden knappen Zeitraum Babylon und ließ in Ekbatana seinen Erlass verkünden.
Ugbaru wurde vereinbarungsgemäß zum Satrapen des Landes Babylon ernannt, setzte seinerseits nun ihm unterstehende Provinz-Statthalter ein und bestätigte Nabû-ahhe-bullit in seinem früheren Amt als Befehlshaber von Babylon-Stadt. Gemäß der Verkündung im Kyros-Erlass erfolgte in den Monaten Kislimu bis Adaru die Heimkehr der von Nabonid nach Babylon gebrachten „Götter von Akkad“.
Der Perserkönig respektierte im Gegensatz zu seinem Vorgänger Nabonid Marduk als obersten Gott von Babylon, dessen kultische Verehrung er erneuern und bestätigen musste. Ohne die göttliche Legitimation durch Marduk wäre eine Ernennung zum babylonischen König undenkbar gewesen, die am 21. März 538 v. Chr. durch das babylonisch vorgeschriebene Protokoll mit dem „Ergreifen der Hände von Marduk“ erfolgte. Zur engeren Anbindung an das neuentstandene persische Reich förderte der Perserkönig nicht nur die Mardukpriester, sondern beließ auch weitere bedeutende Beamte Nabonids in ihren Funktionen. Dieses strategisch kluge Verhalten und das nicht mehr existente babylonische Heer bewirkten, dass es zunächst zu keinen Aufständen in Babylon kam, so dass die gesamten Territorien des eroberten Reichs, zum Beispiel Palästina, nach dem Erhalt der Königsinsignien nun dem Perserkönig zufielen.

#### Die Zeit nach Nabonid

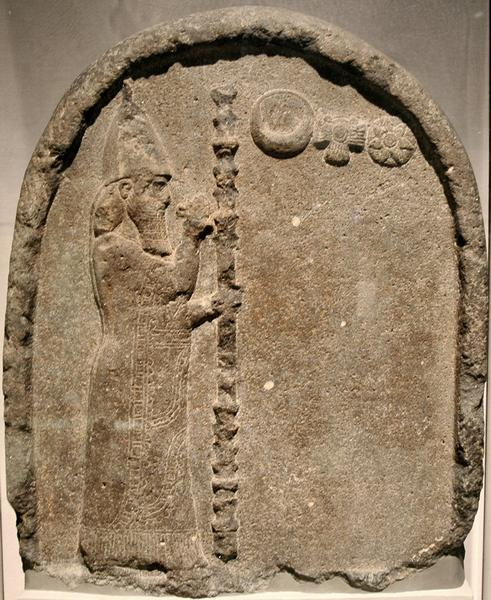
Nabonid auf einem Relief bei der Anbetung von Mond, Sonne und Venus

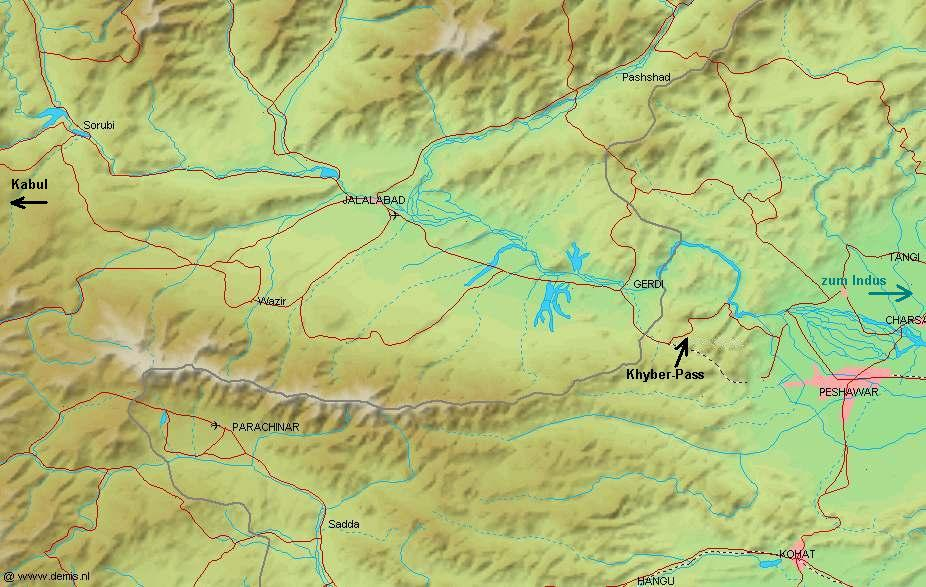
Karte mit dem Chaiber-Pass

Über den Verbleib von Nabonid gibt die Chronik keine Auskunft, aber gemäß Berossos verwies ihn Kyros II. des Landes nach Karmanien, wo er den Rest seines Lebens verbrachte. Dass Nabonid darüber auch Regent von Karmanien wurde, berichtete Abydenos.
Nach der Krönung veranlasste der Perserkönig den Abriss beziehungsweise die Brandschatzung aller Nabonid-Bauwerke. Schriften, die Nabonid zum Inhalt hatten, ereilten die gleiche Bestimmung wie auch Statuen und Bilder von ihm. Die letzten Aussagen zu Nabonid enden im „Strophengedicht“ mit den Worten: „Alles was Nabonaid in seinem Leben geschaffen hatte, wurde als Asche durch den Wind in alle Richtungen verteilt.“
Ugbaru starb am 18. Oktober 538 v. Chr. etwa ein Jahr nach dem Einzug von Kyros in Babylon, der anschließend seinen Sohn Kambyses II. zum Nachfolger ernannte und ihm den Titel „König von Babylon“ verlieh. Der Perserkönig behielt nach Abgabe des Titels an seinen Sohn selbst den übergeordneten Rang „König der Länder“. Die Gattin von Kyros, Kassandane, erlitt wenige Monate später das gleiche Schicksal wie Ugbaru und starb am 28. März 537 v. Chr. unmittelbar vor dem babylonischen Neujahr, dessen offizielle Hauptfeierlichkeiten nach der angeordneten siebentägigen Staatstrauer am 5. April mit der Anwesenheitspflicht des babylonischen Königs begannen. Kambyses II., der anscheinend mit dem babylonischen Protokoll nicht vertraut war, erschien in Heereskleidung zur Begrüßung der babylonischen Gottheiten und löste damit einen Eklat aus, der die Priesterschaft brüskierte und beleidigte. Wahrscheinlich musste Kambyses II. deshalb bald darauf sein Amt dem Nachfolger Gobryas übergeben, der in der babylonischen Chronik offiziell ab 536 v. Chr. als Satrap von „Babylon und der Transeuphratene“ geführt wurde.
Über die von Kyros verfolgte Wirtschafts- und Verwaltungspolitik liegen nur wenige Keilschriftquellen vor. Nabonid hatte bereits begonnen, die Infrastruktur zu ändern und auf mehrere Standbeine zu verteilen. Seinen Aufenthalt in Tayma nutzte der Babylonierkönig zum Aufbau eines weit verzweigten Handelsnetzes, das Kyros nach der Eroberung Babyloniens übernahm und weiter intensivierte. Der Perserkönig vermied es jedoch, grundlegende theologische Änderungen herbeizuführen.
Verwaltungstechnisch ernannte der Perserkönig „Kommissare“, die sich um innenpolitische Angelegenheiten in den neu eingeführten Verwaltungsbezirken kümmerten. Phönizien zeigte sich gegenüber Kyros kooperativ, blieb aber eigenständig. Durch die phönizische Flotte avancierte Persien nun auch zu einer bedeutenden Seemacht. Unter Dareios I. folgte erst später eine grundlegende Einteilung der Regionen in Provinzen, da Kyros schwerpunktmäßig mit den Feldzügen in die Ostprovinzen beschäftigt war.

### Östliche Perserprovinzen
Da Babylon sich in den nächsten Jahren zunächst ruhig verhielt und die kleinasiatischen Länder von Kyros militärisch beherrscht wurden, widmete er seine Aufmerksamkeit nun den Provinzen östlich Elams und unternahm nach 539 v. Chr. in den Folgejahren mehrere Feldzüge. Er unterwarf zunächst 538 v. Chr. Baktrien; im Anschluss Gandhara, Sogdien und Choresmien. Über den Chaiber-Pass gelangte Kyros immer weiter nach Osten, so auch bis nach Sattagydien und dem Indus. Schließlich erreichte er das Gebiet am Yachša-Arta (Jaxartes), das weit im Nordosten des altiranischen Sprachgebietes lag.
Die dort nomadisierenden ansässigen Saken und Massageten konnte der Perserkönig nicht vollständig unterwerfen und ließ zum Schutz mehrere Festungen, so zum Beispiel Kuruschata, errichten. Eine dauerhafte Befriedung konnte der Bau dieser Schutzburgen anscheinend nicht bewirken, da immer wieder kleinere Aufstände der heimischen Stämme vermeldet wurden.

## Religion

### Kyros in der Bibel
Über die persönliche Religionseinstellung von Kyros liegen kaum Erkenntnisse vor. Aus den Ausführungen der Bibel wird der Eindruck gewonnen, dass der Perserkönig anderen Glaubensrichtungen, etwa dem Judentum, keine Einschränkungen auferlegte.
So wird Kyros in 2 Chr 36,22 , Esra 1,1 ff.  sowie Jesaja (44,28  und 45 ) positiv erwähnt und mit einem „Messias“ verglichen, der „durch die Erweckung seines Geistes“ die Rückkehr jüdischer Bevölkerungsteile aus dem babylonischen Exil ermöglichte. Zusätzlich soll der Perserkönig den Auftrag erhalten haben, „JHWH ein Haus in Jerusalem zu bauen“.

### Religionspolitik
Die historischen Belege lassen vermuten, dass Kyros wahrscheinlich die Religionspraxis der Assyrer und Babylonier fortführte, wenn von Nabonids kurzfristigem Wechsel zur Monolatrie einmal abgesehen wird. Für Einschränkungen der traditionellen und individuellen Religionsausübung im privaten Bereich liegen keine Anzeichen vor. Der Auftrag zum Tempelbau in Jerusalem wird im Kyros-Edikt nicht erwähnt und erscheint erstmals bei Xenophon in seinem Roman Die Erziehung des Kyros, der etwa 160–180 Jahre nach dem Erlass geschrieben wurde.
Kyros, der anscheinend zwar die individuellen Glaubensrichtungen in anderen Ländern respektierte, beschnitt jedoch in den eroberten Staaten konsequent die Befugnisse größerer Tempel, um deren Macht- und Wirkungsbereich zu schwächen. Zunächst wurden die staatlichen Zuschüsse zur Unterhaltung der Tempel gestrichen und eine Steuerzahlung auferlegt. Zusätzlich mussten Dienstleistungen gegenüber den Achämeniden erbracht werden.
Für die Kontrolle und Verwaltung der Tempel wurde das Amt des königlichen Kommissars geschaffen. Neu- und Ausbauten der Tempelanlagen mussten aus eigenen Rücklagen bestritten werden. Die finanziellen Zugabeleistungen, die vorher von den jeweiligen Staaten und Provinzen erbracht wurden, entfielen ersatzlos.
Die laut dem biblischen Bericht (vgl. Buch Esra Kapitel 6,9 ff. und 7,20 ff.) von Kyros gewährten finanziellen Hilfen für den Bau des Jerusalemer Tempels und die Steuerbefreiung der Priester stehen im Widerspruch zu diesen Verfügungen.

## Tod
Im August des Jahres 530 v. Chr. kam Kyros bei einem erneuten Feldzug gegen einen Nomadenstamm an der Ostgrenze seines Reiches ums Leben. Über die genaueren Todesumstände liegen von Herodot, Ktesias von Knidos und Berossos verschiedene Angaben vor, während Xenophon gänzlich abweicht. Nach Herodot starb der Perserkönig wahrscheinlich bei einem Feldzug gegen die Massageten, obwohl er anfangs durch List gegen den Königssohn Spargapises gewann, der sich deshalb das Leben nahm. In der entscheidenden Schlacht aber unterlag Kyros der Königin Tomyris und wurde tödlich verletzt. Die Siegerin ließ dem gefallenen Kyros aus Rache den Kopf abschneiden und ihn in einen blutgefüllten Schlauch stecken.
Laut Ktesias von Knidos führte der Perserkönig zuletzt Krieg gegen die Derbiker, die durch indische Kontingente mit Elefanten Verstärkung erhielten. Während des Kampfes wurde Kyros vom Pferd abgeworfen und erlitt dabei einen Speerstich in den Schenkel. Zwar konnte keine Seite die blutige Schlacht entscheiden, doch erhielten die Perser Zuzug durch weitere Kontingente und gewannen den nächsten Kampf mit einem Verlust von 11.000 Mann, während die Derbiker 30.000 Gefallene, darunter auch ihren König Amoraios, zu beklagen hatten. Drei Tage nach seiner Verletzung starb aber auch Kyros an seinen Wunden. Nur Ktesias erwähnt die Überführung seiner Leiche nach Persien, um sie dort bestatten zu lassen. Alexander dem Großen wurde 330 v. Chr. das angebliche Grab des Kyros in Pasargadae gezeigt. Ein in dessen Nähe gelegenes kleines Gebäude, „Grab der Mutter Salomos“ genannt, wird oft mit dem im Folgenden beschriebenen Kyrosgrab identifiziert.
Der babylonische Geschichtsschreiber Berossos erzählt, dass Kyros in einer Schlacht in der Ebene Daas gefallen sei. Historisch widerlegt ist die Angabe Xenophons in seinem Kyrosroman Erziehung des Kyros, dass der Perserkönig friedlich wie ein griechischer Philosoph gestorben sei.

## Grabmal
Auf Wunsch Alexanders des Großen, der Kyros bewunderte, besuchte Aristobulos von Kassandreia zweimal die letzte Ruhestätte des großen Perserkönigs in Pasargadae. Seine Beschreibung nahmen sowohl Arrian als auch Strabon in ihre Werke auf; beide Autoren weichen nur minimal voneinander ab.
Danach befand sich der rechteckige Grabbau in einem großen Garten, war an der Basis aus massiven Steinquadern errichtet und hatte darüber eine Grabkammer mit engem Eingang. In ihr befanden sich ein Tisch mit Gläsern, ein Goldsarkophag, in dem einst der Leichnam des Kyros bestattet worden war, eine Bahre sowie prächtige Kleider und Schmuckstücke. In der Nähe beim Aufstieg zum Grab stand eine Hütte für dessen Bewacher, die Mager. Eine persische Inschrift zierte das Grab: „O Mensch, ich bin Kyros, der die Herrschaft der Perser begründete, Asiens König! Neide mir nicht dieses Denkmal!“ Nach dem ersten Besuch des Aristobulos wurde das Grab beraubt. Nun ließ er es wiederherstellen und zumauern.
Einen ähnlichen Text der Inschrift gibt auch der Biograph Plutarch, der im Übrigen nur kurz über das Grab berichtet und als dessen Standort nur allgemein Persien angibt.
Das sogenannte „Grab der Mutter Salomo“ (Mašhad-e Madar-e Solayman), ein den Europäern seit dem 16. Jahrhundert bekanntes kleines Steinmonument etwa 1 km südwestlich von Pasargadae, wurde wegen seiner Ähnlichkeit mit der Beschreibung von Aristobulos zuerst 1809 von James Justinian Morier mit dem Kyrosgrab identifiziert. Diese Ansicht ist auch heute größtenteils unumstritten. Anfang des 13. Jahrhunderts wurde das Gebäude in eine Moschee umfunktioniert.
Das Kyrosgrab ist ein rechteckiges, kleines Gebäude mit schrägem Dach und sehr kleiner Tür (139 cm hoch und 78 cm breit), zu der früher eine Treppe führte. Es steht auf sechs nahezu quadratischen, sich nach oben verjüngenden Steinplatten, deren unterste etwa 13 m lang und 12 m breit ist. Das Gebäude selbst misst circa 6 m in der Länge und 5 m in der Breite und beherbergt ein etwa 3 × 2 m großes, leeres Zimmer. Die Gesamthöhe des Grabes wird auf 11 m geschätzt. Die von Aristobulos erwähnte Inschrift fehlt. Eine 50 m lange und 40 m breite, rechteckige Mauer umschloss früher das Grab. Bei diesem Bau flossen Kunsttraditionen der von den Persern unterworfenen Völker ein. Die stufenförmige Basis ähnelt einer babylonischen Zikkurat, während der Aufbau der Cella griechisch-ionische Stilelemente aufweist.

## Rezeption

### Legenden über Kyros’ Jugend
Es wurde schon sehr früh ein überwiegend positives Bild des persischen Reichsgründers gezeichnet und sein Leben durch zahlreiche Legenden verklärt. Besonders über die frühen Jahre des Kyros gab es verschiedene fantasievolle Versionen:
Laut Herodot hatte der Mederkönig Astyages zwei Träume, die auf seinen Sturz durch den Sohn seiner Tochter Mandane hindeuteten. Er befahl deshalb seinem Vertrauten Harpagos die Tötung des neugeborenen Kyros. Doch führte Harpagos den Befehl nicht aus, sondern beauftragte den Hirten Mithradates, den Säugling in den Bergen auszusetzen. Mithradates befolgte aber die Anweisung Harpagos nicht und zog mit seiner Frau den kleinen Kyros auf.
Als nun Kyros zehn Jahre alt war, wurde er von den Dorfkindern spielerisch zum König ernannt und ließ einen der Jungen wegen Unfügsamkeit auspeitschen. Dessen Vater, ein vornehmer Meder, beschwerte sich bei Astyages, der deshalb die Betroffenen vorlud und bei der folgenden Begegnung erfuhr, dass sein Enkel noch lebte. Auf Beruhigung durch seine Wahrsager unternahm er nichts gegen den jungen Kyros, ließ aber den Sohn des Harpagos töten. Später stachelte der trauernde Vater den herangewachsenen Kyros gegen Astyages auf, was zu dessen Sturz führen sollte.
Ganz anders lautet der wohl im Wesentlichen auf Ktesias zurückgehende, ausführliche Bericht des Nikolaos von Damaskus, der den Perserkönig vollkommen diskreditieren sollte. Danach sei Kyros der Sohn des armen Räubers Atradates aus dem Stamm der Marder und der Ziegenhirtin Argoste gewesen. Nach Ankunft am Hof des Astyages in jungen Jahren musste er zuerst als Palastfeger niedrigste Arbeiten verrichten. Er soll sogar ausgepeitscht worden und erst langsam durch seine Dienste in der Hierarchie höher gestiegen sein. Schließlich erbte er das große Vermögen eines Obermundschenken, der ihn auch dem König empfahl. So erlangte er die Gunst des Astyages und bedeutenden Einfluss.
Seine Mutter, die er zu sich holen ließ, berichtete ihm von einem Traum, den sie als Schwangere gehabt hatte. Dieser Traum ähnelt unverkennbar dem ersten des Astyages bei Herodot. Ein Babylonier deutete ihn als Zeichen dafür, dass Kyros König werden würde. Die Kadusier planten damals ohne Zustimmung ihres Königs Onaphernes einen Aufstand gegen die Meder. Astyages schickte Kyros als Gesandten zu Onaphernes, der unterwegs auf einen Mann namens Hoibares traf, den er auf Anraten des Babyloniers zu seinem Gefährten machte. Die drei Männer kehrten nach Erledigung der Gesandtschaft an den medischen Königshof zurück und planten den Umsturz. Hoibares beseitigte jedoch den babylonischen Traumdeuter, um einen Mitwisser weniger zu haben.
Auf Wink seines Sohnes rüstete inzwischen Atradates gegen Astyages. Bald darauf verließ Kyros den Mederhof, um seinen Vater zu besuchen. Das Lied einer seiner Sängerinnen machte Astyages auf die Umsturzpläne aufmerksam, da es von einem mächtigen Löwen, der einen Eber in die Freiheit entließ, erzählte. Die Kräfte des Ebers wuchsen, bis er schließlich den stärkeren Löwen besiegen konnte. Astyages bezog diese Fabel sofort auf sein Verhältnis zu Kyros und versuchte, ihn nun lebendig oder tot an seinen Hof zurückholen zu lassen. Da dies Vorhaben misslang, kam es zwischen Astyages und Kyros zur militärischen Auseinandersetzung um den Thron des Mederreichs. Ab hier bricht aber das Fragment des Nikolaos ab und man erfährt durch Photios’ Auszug aus Ktesias nur noch kurze Einzelheiten aus dem Ende des Krieges.
Die Dokumentationen der griechischen Historiker beinhalten zudem die traditionell ideologischen Ansprüche der Perser auf Medien und auch Lydien. Die Legenden um Mandane wurden mesopotamischen Vorlagen nachgebildet, zum Beispiel Sargon von Akkad, und belegen mit iranischer Prägung die spätere Wertschätzung des Kyros als charismatischen Gründer des altpersischen Weltreichs.

### Das Kyrosbild von der Antike bis zum Mittelalter

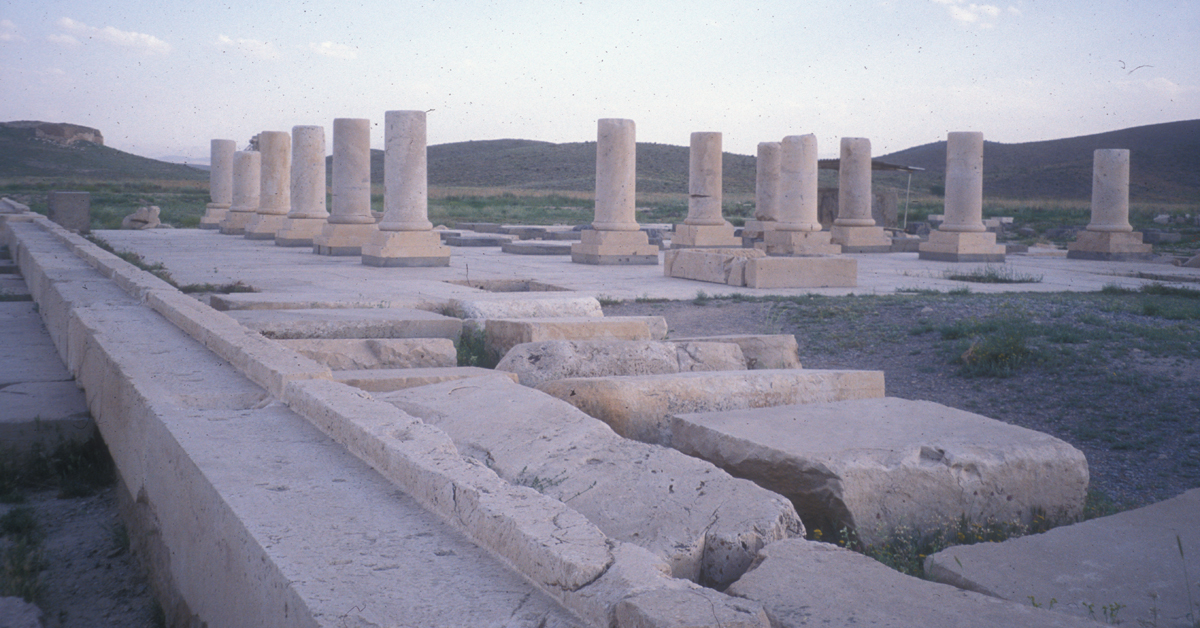
Der Palast P von Kyros in Pasargadae

Aischylos nannte Kyros einen friedenliebenden König, der sehr besonnen handelte. Xenophon schrieb um 360 v. Chr. über den Perserkönig zwar die achtbändige Monographie Erziehung des Kyros, doch wurde nach neuzeitlicher Überprüfung klar, dass dieses Werk einen idealen König in Romanform schildern wollte und die historischen Tatsachen phantasievoll interpretiert und angepasst wurden. Der Philosoph Aristoteles charakterisiert Kyros als Wohltäter, der den Völkern die Freiheit brachte.
Negative Seiten von Kyros’ Person und Politik wurden in den Hintergrund gerückt. Die alten Perser nannten ihn laut Herodot ihren „Vater“ und verehrten ihn offenbar sehr. Wohl nicht zufällig wählte ihn Xenophon in seinem Roman als Vorbild für einen idealen König aus. Der griechische Historiker berichtet auch dementsprechend, dass noch zu seiner Zeit Gesänge und Sagen über Kyros bei den Persern kursierten.
Die positive Darstellung im überwiegenden Teil der antiken Literatur wirkte bis ins Mittelalter weiter. Die jüdisch-christliche Tradition interpretierte den Traum des medischen Königs vom Weinstock als Vorzeichen für die Geburt eines Königs, der zum Befreier des jüdischen Volkes aus dem babylonischen Exil bestimmt war. Nach Ansicht des Speculum humanae salvationis aus dem 14. Jahrhundert war Kyros’ Geburt vordeutend auf jene von Maria, die den „Messias der Menschheit“ zur Welt bringen werde.

### Moderne wissenschaftliche Beurteilung
Die Vereinten Nationen veröffentlichten 1971 in allen offiziellen UNO-Sprachen die Inschrift des Kyros-Edikts, wobei dieses auf Initiative der iranischen Regierung als „erste Charta der Menschenrechte“ bezeichnet wurde. Dies geschah ohne neutrale Prüfung des historischen Hintergrunds. Bis heute hat die UNO nicht zu kritischen Fragen, die sich auf den propagandistischen Zweck des Textes beziehen, Stellung genommen. Die Konstruktion eines Zusammenhangs mit dem modernen Begriff der Menschenrechte, der zur Zeit des Kyros nicht existierte, wird von Historikern nicht akzeptiert, da eine solche Betrachtungsweise unhistorisch ist und der damaligen Wirklichkeit nicht gerecht wird. So widerspricht der Althistoriker Josef Wiesehöfer unwissenschaftlichen Darstellungen, die Kyros als König beschreiben, „der Menschenrechtsideen in den Umlauf brachte“. Die Inschrift ist als Selbstdarstellung des Herrschers einseitig. Propagandistischen Zwecken dienen auch im Internet kursierende gefälschte Übersetzungen, in denen Kyros sogar für Mindestlohn und Asylrecht eintritt.
Die Veröffentlichung der Inschrift durch die UNO im Jahr 1971 stand in Zusammenhang mit den Jubiläumsfeiern „zum 2500jährigen Bestehen des Kaiserreichs Iran“, die im Iran von der damaligen Regierung des Schahs Mohammad Reza Pahlavi mit großem Aufwand begangen wurden. Der Schah legte großen Wert darauf, an die altpersische Tradition anzuknüpfen. Die deutsche Iranistik widmete diesem Anlass eine Festschrift mit Geleitworten unter anderem des Bundespräsidenten und des Bundeskanzlers. Tatsächlich bezog sich die Angabe von 2500 Jahren aber nicht – wie von iranischer Seite und auch von deutschen Gratulanten behauptet wurde – auf ein (fiktives) Jahr der Reichsgründung, sondern darauf, dass Kyros vor zweieinhalb Jahrtausenden gestorben war. Dem Anlass entsprechend fiel die Würdigung des Kyros in der Festschrift durch den Göttinger Iranisten Walther Hinz äußerst positiv aus. Der Druck der Festschrift wurde durch Mittel der deutschen Wirtschaft, des Auswärtigen Amtes und des Instituts für Auslandsbeziehungen finanziert.
Aus der Sicht der modernen Forschung erscheint Kyros als außergewöhnlich befähigter Herrscher, der seine außenpolitischen Ziele durch geschickten Einsatz von Druckmitteln und Verlockungen erreichte. Seine erfolgreiche Strategie ermöglichte es ihm, aus einem bescheidenen ererbten Territorium in nur drei Jahrzehnten das erste Großreich der Perser zu schaffen. Es ist daher nicht erstaunlich, dass sowohl in seinem Reich als auch in anderen Ländern bald zahlreiche Legenden und Verherrlichungen von Kyros in Umlauf gelangten. Dabei wurden Stoffe aus mesopotamischen Mythen mit Sagengut persischen Ursprungs zusammengefügt.

### Belletristik
Die Erzählung von Pantheia – die laut Xenophon die Gattin eines Feindes des Kyros war, in die Hände des Perserkönigs fiel und trotz ihrer Schönheit nicht von ihm berührt wurde – fand im 16. Jahrhundert Eingang in Werke des italienischen Dichters Matteo Bandello und des englischen Autors William Painter; auch der deutsche Dramatiker Hans Sachs schuf nach diesem Motiv einige Gedichte. Die Franzosen Pierre Mainfray (Cyrus triomphant, 1628) und Antoine Danchet (Cyrus, 1706) behandelten die Jugend des Kyros dramatisch. Den umfangreichsten Roman (13 000 Seiten) über den Perserkönig schrieb die französische Schriftstellerin Madeleine de Scudéry (Artamène ou le Grand Cyrus, 1649–1653). Um eine Dienststelle beim Preußenherrscher Friedrich dem Großen zu erhalten, nannte der deutsche Dichter Christoph Martin Wieland in seinem Goldenen Spiegel (1772) den Monarchen einen Neuen Kyros.

### Darstellende Kunst
Da das die religiöse Bedeutung des Königs hervorhebende Speculum humanae salvationis in kirchlichen Kreisen weit verbreitet war, wurden viele bildnerische Darstellungen des Kyros-Themas in Kirchen und Klöstern angeregt, etwa Glasmalereien des Klosters Ebstorf bei Uelzen. Auf das für den burgundischen Herzog Karl den Kühnen verfasste Werk des Grafen von Lucena (1470), dessen Grundlage Xenophons Erziehung des Kyros bildete, gehen vier Wandteppiche zurück, die sich in Notre-Dame in Beaune befinden. Der amerikanische Maler Benjamin West stützt sich bei einem Bild (1773, London) für den britischen König Georg III., auf dem Kyros einem von ihm geschlagenen armenischen König großzügig verzeiht, ebenfalls auf Xenophon. Vor dem Thron des Astyages erscheint der Perserkönig auf dem Gemälde von J. Victor (1640, Oldenburg). Das Motiv des von einer Hündin gesäugten kleinen Kyros bringt ein Porträt von Giovanni Benedetto Castiglione (um 1655, Dublin). Wie nobel sich Kyros gegenüber der schönen Pantheia verhielt, stellt ein Fresko des italienischen Malers Pietro da Cortona dar (1641/42, Florenz, Palazzo Pitti).

### Musik
Seit dem 17. Jahrhundert behandelten auch musikalische Werke, vornehmlich Opern, den Kyros-Stoff. So verfasste Antonio Bertali das Divertimento Il Ciro crescente (1661). Zum Libretto von G. C. Sorentino schrieb unter anderem Francesco Cavalli die Oper Il Ciro (1654). Auf dem Text von Pietro Pariati fußen zum Beispiel Opern von Tomaso Albinoni (Ciro, 1709) und Antonio Lotti (Ciro in Babilonia, 1716). Vertonungen des Librettos Ciro riconosciuto von Pietro Metastasio schufen etwa Baldassare Galuppi (1737), Niccolò Jommelli (1744) und Johann Adolph Hasse (1751). Gioachino Rossini komponierte die Oper Ciro in Babilonia (1812) nach dem Text von Francesco Aventi.

## Stammtafel
|                                            |                                            |                                            |                                            | Achaimenes 1. König, Regent von Persien    |                                            |  |  |                                           |                                           |                                           |                                           |                                           |                                           |  |  |                                                                 |                                                                 |                                                                 |                                                                 |                                                                 |                                                                 |  |  |                      |                      |                      |                      |                      |                      |  |  |                   |                   |                   |                   |                   |                   |  |  |                   |                   |                   |                   |                   |                   |  |  |  |  |  |  |  |  |  |  |  |  |  |  |  |  |  |  |  |  |  |  |  |  |  |  |  |  |  |  |  |  |  |  |  |  |
|                                            |                                            |                                            |                                            |                                            |                                            |  |  |                                           |                                           |                                           |                                           |                                           |                                           |  |  |                                                                 |                                                                 |                                                                 |                                                                 |                                                                 |                                                                 |  |  |                      |                      |                      |                      |                      |                      |  |  |                   |                   |                   |                   |                   |                   |  |  |                   |                   |                   |                   |                   |                   |  |  |  |  |  |  |  |  |  |  |  |  |  |  |  |  |  |  |  |  |  |  |  |  |  |  |  |  |  |  |  |  |  |  |  |  |
|                                            |                                            |                                            |                                            | Teispes 2. König, Regent von Anschan       |                                            |  |  |                                           |                                           |                                           |                                           |                                           |                                           |  |  |                                                                 |                                                                 |                                                                 |                                                                 |                                                                 |                                                                 |  |  |                      |                      |                      |                      |                      |                      |  |  |                   |                   |                   |                   |                   |                   |  |  |                   |                   |                   |                   |                   |                   |  |  |  |  |  |  |  |  |  |  |  |  |  |  |  |  |  |  |  |  |  |  |  |  |  |  |  |  |  |  |  |  |  |  |  |  |
|                                            |                                            |                                            |                                            |                                            |                                            |  |  |                                           |                                           |                                           |                                           |                                           |                                           |  |  |                                                                 |                                                                 |                                                                 |                                                                 |                                                                 |                                                                 |  |  |                      |                      |                      |                      |                      |                      |  |  |                   |                   |                   |                   |                   |                   |  |  |                   |                   |                   |                   |                   |                   |  |  |  |  |  |  |  |  |  |  |  |  |  |  |  |  |  |  |  |  |  |  |  |  |  |  |  |  |  |  |  |  |  |  |  |  |
|                                            |                                            |                                            |                                            |                                            |                                            |  |  |                                           |                                           |                                           |                                           |                                           |                                           |  |  |                                                                 |                                                                 |                                                                 |                                                                 |                                                                 |                                                                 |  |  |                      |                      |                      |                      |                      |                      |  |  |                   |                   |                   |                   |                   |                   |  |  |                   |                   |                   |                   |                   |                   |  |  |  |  |  |  |  |  |  |  |  |  |  |  |  |  |  |  |  |  |  |  |  |  |  |  |  |  |  |  |  |  |  |  |  |  |
| Ariaramna I. 3. König, König in der Persis | Ariaramna I. 3. König, König in der Persis | Ariaramna I. 3. König, König in der Persis | Ariaramna I. 3. König, König in der Persis | Ariaramna I. 3. König, König in der Persis | Ariaramna I. 3. König, König in der Persis |  |  | Kyros I. 4. König, König von Anschan      | Kyros I. 4. König, König von Anschan      | Kyros I. 4. König, König von Anschan      | Kyros I. 4. König, König von Anschan      | Kyros I. 4. König, König von Anschan      | Kyros I. 4. König, König von Anschan      |  |  |                                                                 |                                                                 |                                                                 |                                                                 |                                                                 |                                                                 |  |  |                      |                      |                      |                      |                      |                      |  |  |                   |                   |                   |                   |                   |                   |  |  |                   |                   |                   |                   |                   |                   |  |  |  |  |  |  |  |  |  |  |  |  |  |  |  |  |  |  |  |  |  |  |  |  |  |  |  |  |  |  |  |  |  |  |  |  |
| Ariaramna I. 3. König, König in der Persis | Ariaramna I. 3. König, König in der Persis | Ariaramna I. 3. König, König in der Persis | Ariaramna I. 3. König, König in der Persis | Ariaramna I. 3. König, König in der Persis | Ariaramna I. 3. König, König in der Persis |  |  | Kyros I. 4. König, König von Anschan      | Kyros I. 4. König, König von Anschan      | Kyros I. 4. König, König von Anschan      | Kyros I. 4. König, König von Anschan      | Kyros I. 4. König, König von Anschan      | Kyros I. 4. König, König von Anschan      |  |  |                                                                 |                                                                 |                                                                 |                                                                 |                                                                 |                                                                 |  |  |                      |                      |                      |                      |                      |                      |  |  |                   |                   |                   |                   |                   |                   |  |  |                   |                   |                   |                   |                   |                   |  |  |  |  |  |  |  |  |  |  |  |  |  |  |  |  |  |  |  |  |  |  |  |  |  |  |  |  |  |  |  |  |  |  |  |  |
| Arschama I. Regionalregent                 | Arschama I. Regionalregent                 | Arschama I. Regionalregent                 | Arschama I. Regionalregent                 | Arschama I. Regionalregent                 | Arschama I. Regionalregent                 |  |  | Kambyses I. 5. König, König von Anschan   | Kambyses I. 5. König, König von Anschan   | Kambyses I. 5. König, König von Anschan   | Kambyses I. 5. König, König von Anschan   | Kambyses I. 5. König, König von Anschan   | Kambyses I. 5. König, König von Anschan   |  |  |                                                                 |                                                                 |                                                                 |                                                                 |                                                                 |                                                                 |  |  |                      |                      |                      |                      |                      |                      |  |  |                   |                   |                   |                   |                   |                   |  |  |                   |                   |                   |                   |                   |                   |  |  |  |  |  |  |  |  |  |  |  |  |  |  |  |  |  |  |  |  |  |  |  |  |  |  |  |  |  |  |  |  |  |  |  |  |
| Arschama I. Regionalregent                 | Arschama I. Regionalregent                 | Arschama I. Regionalregent                 | Arschama I. Regionalregent                 | Arschama I. Regionalregent                 | Arschama I. Regionalregent                 |  |  | Kambyses I. 5. König, König von Anschan   | Kambyses I. 5. König, König von Anschan   | Kambyses I. 5. König, König von Anschan   | Kambyses I. 5. König, König von Anschan   | Kambyses I. 5. König, König von Anschan   | Kambyses I. 5. König, König von Anschan   |  |  |                                                                 |                                                                 |                                                                 |                                                                 |                                                                 |                                                                 |  |  |                      |                      |                      |                      |                      |                      |  |  |                   |                   |                   |                   |                   |                   |  |  |                   |                   |                   |                   |                   |                   |  |  |  |  |  |  |  |  |  |  |  |  |  |  |  |  |  |  |  |  |  |  |  |  |  |  |  |  |  |  |  |  |  |  |  |  |
| Hystaspes Satrap                           | Hystaspes Satrap                           | Hystaspes Satrap                           | Hystaspes Satrap                           | Hystaspes Satrap                           | Hystaspes Satrap                           |  |  | Kyros II. 6. König, Regent von Persien    | Kyros II. 6. König, Regent von Persien    | Kyros II. 6. König, Regent von Persien    | Kyros II. 6. König, Regent von Persien    | Kyros II. 6. König, Regent von Persien    | Kyros II. 6. König, Regent von Persien    |  |  |                                                                 |                                                                 |                                                                 |                                                                 |                                                                 |                                                                 |  |  |                      |                      |                      |                      |                      |                      |  |  |                   |                   |                   |                   |                   |                   |  |  |                   |                   |                   |                   |                   |                   |  |  |  |  |  |  |  |  |  |  |  |  |  |  |  |  |  |  |  |  |  |  |  |  |  |  |  |  |  |  |  |  |  |  |  |  |
| Hystaspes Satrap                           | Hystaspes Satrap                           | Hystaspes Satrap                           | Hystaspes Satrap                           | Hystaspes Satrap                           | Hystaspes Satrap                           |  |  | Kyros II. 6. König, Regent von Persien    | Kyros II. 6. König, Regent von Persien    | Kyros II. 6. König, Regent von Persien    | Kyros II. 6. König, Regent von Persien    | Kyros II. 6. König, Regent von Persien    | Kyros II. 6. König, Regent von Persien    |  |  |                                                                 |                                                                 |                                                                 |                                                                 |                                                                 |                                                                 |  |  |                      |                      |                      |                      |                      |                      |  |  |                   |                   |                   |                   |                   |                   |  |  |                   |                   |                   |                   |                   |                   |  |  |  |  |  |  |  |  |  |  |  |  |  |  |  |  |  |  |  |  |  |  |  |  |  |  |  |  |  |  |  |  |  |  |  |  |
|                                            |                                            |                                            |                                            |                                            |                                            |  |  |                                           |                                           |                                           |                                           |                                           |                                           |  |  |                                                                 |                                                                 |                                                                 |                                                                 |                                                                 |                                                                 |  |  |                      |                      |                      |                      |                      |                      |  |  |                   |                   |                   |                   |                   |                   |  |  |                   |                   |                   |                   |                   |                   |  |  |  |  |  |  |  |  |  |  |  |  |  |  |  |  |  |  |  |  |  |  |  |  |  |  |  |  |  |  |  |  |  |  |  |  |
| Dareios I. 9. König, Regent von Persien    | Dareios I. 9. König, Regent von Persien    | Dareios I. 9. König, Regent von Persien    | Dareios I. 9. König, Regent von Persien    | Dareios I. 9. König, Regent von Persien    | Dareios I. 9. König, Regent von Persien    |  |  | Kambyses II. 7. König, Regent von Persien | Kambyses II. 7. König, Regent von Persien | Kambyses II. 7. König, Regent von Persien | Kambyses II. 7. König, Regent von Persien | Kambyses II. 7. König, Regent von Persien | Kambyses II. 7. König, Regent von Persien |  |  | Bardiya 8. König, Regent von Persien (oder Gaumata als Smerdis) | Bardiya 8. König, Regent von Persien (oder Gaumata als Smerdis) | Bardiya 8. König, Regent von Persien (oder Gaumata als Smerdis) | Bardiya 8. König, Regent von Persien (oder Gaumata als Smerdis) | Bardiya 8. König, Regent von Persien (oder Gaumata als Smerdis) | Bardiya 8. König, Regent von Persien (oder Gaumata als Smerdis) |  |  | Artystone Prinzessin | Artystone Prinzessin | Artystone Prinzessin | Artystone Prinzessin | Artystone Prinzessin | Artystone Prinzessin |  |  | Atossa Prinzessin | Atossa Prinzessin | Atossa Prinzessin | Atossa Prinzessin | Atossa Prinzessin | Atossa Prinzessin |  |  | Roxane Prinzessin | Roxane Prinzessin | Roxane Prinzessin | Roxane Prinzessin | Roxane Prinzessin | Roxane Prinzessin |  |  |  |  |  |  |  |  |  |  |  |  |  |  |  |  |  |  |  |  |  |  |  |  |  |  |  |  |  |  |  |  |  |  |  |  |
| Dareios I. 9. König, Regent von Persien    | Dareios I. 9. König, Regent von Persien    | Dareios I. 9. König, Regent von Persien    | Dareios I. 9. König, Regent von Persien    | Dareios I. 9. König, Regent von Persien    | Dareios I. 9. König, Regent von Persien    |  |  | Kambyses II. 7. König, Regent von Persien | Kambyses II. 7. König, Regent von Persien | Kambyses II. 7. König, Regent von Persien | Kambyses II. 7. König, Regent von Persien | Kambyses II. 7. König, Regent von Persien | Kambyses II. 7. König, Regent von Persien |  |  | Bardiya 8. König, Regent von Persien (oder Gaumata als Smerdis) | Bardiya 8. König, Regent von Persien (oder Gaumata als Smerdis) | Bardiya 8. König, Regent von Persien (oder Gaumata als Smerdis) | Bardiya 8. König, Regent von Persien (oder Gaumata als Smerdis) | Bardiya 8. König, Regent von Persien (oder Gaumata als Smerdis) | Bardiya 8. König, Regent von Persien (oder Gaumata als Smerdis) |  |  | Artystone Prinzessin | Artystone Prinzessin | Artystone Prinzessin | Artystone Prinzessin | Artystone Prinzessin | Artystone Prinzessin |  |  | Atossa Prinzessin | Atossa Prinzessin | Atossa Prinzessin | Atossa Prinzessin | Atossa Prinzessin | Atossa Prinzessin |  |  | Roxane Prinzessin | Roxane Prinzessin | Roxane Prinzessin | Roxane Prinzessin | Roxane Prinzessin | Roxane Prinzessin |  |  |  |  |  |  |  |  |  |  |  |  |  |  |  |  |  |  |  |  |  |  |  |  |  |  |  |  |  |  |  |  |  |  |  |  |
|                                            |                                            |                                            |                                            |                                            |                                            |  |  |                                           |                                           |                                           |                                           |                                           |                                           |  |  |                                                                 |                                                                 |                                                                 |                                                                 |                                                                 |                                                                 |  |  |                      |                      |                      |                      |                      |                      |  |  |                   |                   |                   |                   |                   |                   |  |  |                   |                   |                   |                   |                   |                   |  |  |  |  |  |  |  |  |  |  |  |  |  |  |  |  |  |  |  |  |  |  |  |  |  |  |  |  |  |  |  |  |  |  |  |  |
|                                            |                                            |                                            |                                            |                                            |                                            |  |  |                                           |                                           |                                           |                                           |                                           |                                           |  |  | Xerxes I. 10. König, Regent von Persien                         |                                                                 |                                                                 |                                                                 |                                                                 |                                                                 |  |  |                      |                      |                      |                      |                      |                      |  |  |                   |                   |                   |                   |                   |                   |  |  |                   |                   |                   |                   |                   |                   |  |  |  |  |  |  |  |  |  |  |  |  |  |  |  |  |  |  |  |  |  |  |  |  |  |  |  |  |  |  |  |  |  |  |  |  |
|                                            |                                            |                                            |                                            |                                            |                                            |  |  |                                           |                                           |                                           |                                           |                                           |                                           |  |  |                                                                 |                                                                 |                                                                 |                                                                 |                                                                 |                                                                 |  |  |                      |                      |                      |                      |                      |                      |  |  |                   |                   |                   |                   |                   |                   |  |  |                   |                   |                   |                   |                   |                   |  |  |  |  |  |  |  |  |  |  |  |  |  |  |  |  |  |  |  |  |  |  |  |  |  |  |  |  |  |  |  |  |  |  |  |  |
|                                            |                                            |                                            |                                            |                                            |                                            |  |  |                                           |                                           |                                           |                                           |                                           |                                           |  |  | Artaxerxes I. 11. König, Regent von Persien                     |                                                                 |                                                                 |                                                                 |                                                                 |                                                                 |  |  |                      |                      |                      |                      |                      |                      |  |  |                   |                   |                   |                   |                   |                   |  |  |                   |                   |                   |                   |                   |                   |  |  |  |  |  |  |  |  |  |  |  |  |  |  |  |  |  |  |  |  |  |  |  |  |  |  |  |  |  |  |  |  |  |  |  |  |

### Standardwerke
- Annemarie Ambühl: Kyros. In: Peter von Möllendorff, Annette Simonis, Linda Simonis (Hrsg.): Historische Gestalten der Antike. Rezeption in Literatur, Kunst und Musik (= Der Neue Pauly. Supplemente. Band 8). Metzler, Stuttgart/Weimar 2013, ISBN 978-3-476-02468-8, Sp. 595–602.
- Muhammad A. Dandamayev: Cyrus II the Great. In: Ehsan Yarshater (Hrsg.): Encyclopædia Iranica. Band 6 (5), 1993, ISBN 1-56859-007-5, S. 516–521 (englisch, iranicaonline.org – mit Literaturangaben)..
- Heidemarie Koch: Achämeniden-Studien. Harrassowitz, Wiesbaden 1993, ISBN 3-447-03328-2.
- Lynette Mitchell: Cyrus the Great: a biography of kingship. (Routledge ancient biographies). Routledge, New York 2023.
- Robert Rollinger: Herodots babylonischer Logos. Eine kritische Untersuchung der Glaubwürdigkeitsdiskussion an Hand ausgewählter Beispiele – Historische Parallelüberlieferung – Argumentation – Archäologischer Befund – Konsequenzen für eine Geschichte Babylons in persischer Zeit. Verlag des Instituts für Sprachwissenschaft der Universität Innsbruck, Innsbruck 1993, ISBN 3-85124-165-7 (zugleich Diplomarbeit, Universität Innsbruck 1989).
- M. Rahim Shayegan (Hrsg.): Cyrus the Great: Life and Lore. Harvard University Press, Cambridge, Massachusetts / London 2018, ISBN 978-0-674-98738-8.
- Klaas R. Veenhof: Geschichte des Alten Orients bis zur Zeit Alexanders des Großen. Vandenhoeck & Ruprecht, Göttingen 2001, ISBN 3-525-51686-X.
- Matt Waters: King of the World. The Life of Cyrus the Great. Oxford University Press, Oxford 2022.
- Franz Heinrich Weißbach: Kyros 6. In: Paulys Realencyclopädie der classischen Altertumswissenschaft (RE). Supplementband IV, Stuttgart 1924, Sp. 1129–1166.
- Josef Wiesehöfer: Das antike Persien 550 v. Chr bis 650 n. Chr. Patmos, Düsseldorf 2005, ISBN 3-491-96151-3.
- Josef Wiesehöfer: Kyros 2. In: Der Neue Pauly (DNP). Band 6, Metzler, Stuttgart 1999, ISBN 3-476-01476-2, Sp. 1014–1017.
- Rainer Kessler: Kyros II.. In: Biographisch-Bibliographisches Kirchenlexikon (BBKL). Band 4, Bautz, Herzberg 1992, ISBN 3-88309-038-7, Sp. 900–902 (Artikel/Artikelanfang im Internet-Archive).

### Einzeluntersuchungen
- Robert Rollinger: The Median Empire, the End of Urartu and Cyrus the Great Campaign in 547 v. Chr. (Nabonaidus Chronicle II 16). In: Ancient West & East, Band 7, 2009, S. 49–63 (Digitalisat).
- Robert Rollinger: Das Phantom des Medischen „Großreichs“ und die Behistun-Inschrift. In: Ancient Iran and its Neighbours. Studies in hounour of Prof. Józef Wolski on occasion of his 95th birthday (= Electrum. Band 10). Wydawn. Uniwersytetu Jagiellońskiego, Krakau 2005, ISBN 978-83-233-1946-7, S. 11–29.
- Robert Rollinger: Medien. In: Walter Eder, Johannes Renger (Hrsg.): Herrscherchronologien der antiken Welt. Namen, Daten, Dynastien (= Der Neue Pauly. Supplemente. Band 1). Metzler, Stuttgart/Weimar 2004, ISBN 3-476-01912-8, S. 112–115.
- Josef Wiesehöfer: Kontinuität oder Zäsur – Babylon unter den Achämeniden. In: Johannes Renger (Hrsg.): Babylon – Focus mesopotamischer Geschichte. Wiege früherer Gelehrsamkeit als Mythos der Moderne. 2. Internationales Colloquium der Deutschen Orient-Gesellschaft. Saarbrücker Druckerei und Verlag, Saarbrücken 1999, ISBN 3-930843-54-4, S. 29–48.
- Josef Wiesehöfer: Daniel, Herodot und „Dareios (Kyros II.) der Meder“. Auch ein Beitrag zur Idee der Abfolge von Weltreichen. In: Von Sumer bis Homer. Festschrift für Manfred Schretter zum 60. Geburtstag (= Alter Orient und Altes Testament. Band 325). Ugarit-Verlag, Münster 2005, ISBN 3-934628-66-4, S. 647–653.
- Reinhard-Gregor Kratz: Das Judentum im Zeitalter des Zweiten Tempels (= Forschungen zum Alten Testament. Band 42). Mohr Siebeck, Tübingen 2006, ISBN 3-16-148835-0.
- Mischa Meier: Deiokes, König der Meder – Eine Herodot-Episode in ihren Kontexten (= Oriens et Occidens. Band 7). Franz Steiner, Stuttgart 2004, ISBN 3-515-08585-8.
- Vesta S. Curtis, Sarah Stewart: The Idea of Iran, Band 1: Birth of the Persian Empire. Tauris, London 2005, ISBN 1-84511-062-5.
- Ran Zadok: Répertoire géographique des textes cunéiformes, Teil 8: Geographical names according to new- and late-Babylonian texts. Reichert, Wiesbaden 1985, ISBN 3-88226-234-6.
- Albert-Kirk Grayson: Assyrian and Babylonian chronicles (= Texts from cuneiform sources. Band 5). Augustin, New York 1975.
- Jack Cargill: The Nabonidus Chronicle and the Fall of Lydia. Consensus with Feet of Clay. In: American Journal of Ancient History, Band 2, 1977, S. 97–116.
- Sidney Smith: Babylonian Historical Texts to the Capture and downfall of Babylon. Methuen, London 1924 (Nachdruck Olms, Hildesheim 1975, ISBN 3-487-05615-1).
- Alireza Shapour Shahbazi: Old Persian inscriptions of the Persepolis platform: plates I–XLVIII (= Corpus inscriptionum Iranicarum. Teil 1: Inscriptions of ancient Iran. Band 1, Portfolio 1). Lund Humphries, London 1985, ISBN 0-85331-489-6.
- Manfred Mayrhofer: Zum Namensgut des Avesta. Verlag der Österreichischen Akademie der Wissenschaften, Wien 1977, ISBN 3-7001-0196-1.
- Martin L. West: Early Greek philosophy and the Orient. Clarendon Press, Oxford 1971 (Nachdruck Oxford University Press, Oxford 2002, ISBN 0-19-814289-7).